# مقاس قدیم (کلیبر)
مقیاس قدیم (به ترکی آذربایجانی: اشغه ماهاس) یکی از روستاهای استان آذربایجان شرقی است که در دهستان ییلاق بخش مرکزی شهرستان کلیبر  می باشد.